# Roger Isenegger
Roger Isenegger (ur. 1885, zm. 1 maja 1966) – szwajcarski strzelec i piłkarz, wicemistrz świata w strzelectwie i reprezentant Szwajcarii w piłce nożnej.

## Życiorys
Związany z Lozanną, z zawodu był lekarzem. W młodości uprawiał piłkę nożną (napastnik), występując w klubie Montriond Sports w sezonach 1907/1908 i 1908/1909. Został również powołany do kadry narodowej, w której zagrał w jednym meczu. Miało to miejsce 5 kwietnia 1908 roku, kiedy to wystąpił w wygranym przez Szwajcarów spotkaniu z reprezentacją Niemiec (5–3; Isenegger nie zdobył gola). Był to pierwszy w historii mecz międzynarodowy reprezentacji Niemiec i trzeci mecz dla Szwajcarii (pierwszy wygrany). 
W 1924 roku zajął szóste miejsce w strzelaniu z karabinu w trzech postawach na zawodach federalnych w Aarau. W krajowych zawodach startował jeszcze w latach 30., m.in. w 1934, 1935 i 1937 roku. W latach 40. startował także w zawodach narciarskich weteranów.
Podczas swojej kariery Roger Isenegger raz zdobył medal na mistrzostwach świata. Dokonał tego podczas turnieju w 1925 roku, kiedy zajął drugie miejsce w karabinie wojskowym leżąc z 300 m. Wyprzedził go jedynie Francuz Raoul Miard. Podczas tych samych zawodów był rezerwowym w innych konkurencjach karabinowych.
Zmarł nagle w 1966 roku. Odznaczony Orderem Świętego Sawy.

## Medale mistrzostw świata
Opracowano na podstawie materiałów źródłowych:
| Mistrzostwa     | Konkurencja                   | Wynik    | Miejsce |
| --------------- | ----------------------------- | -------- | ------- |
| St. Gallen 1925 | Karabin wojskowy leżąc, 300 m | 178 pkt. |         |